# Mutemath
Mutemath, auch MuteMath oder MUTEMATH, ist eine amerikanische Rockband aus New Orleans, die sich 2002 gründete. Sie verbindet diverse Elemente von Rock, New Wave, Elektro, Acid Rock und Jazz. Die Gruppe wird aktuell von Paul Meany (Rhodes-Piano, Bass, Keytar, Keyboard, Samples, Gesang und Gitarre) als kreativer Kopf alleine weitergeführt.

## Geschichte

### Formation
Mutemath startete 2001 als eine Fern-Zusammenarbeit zwischen Paul Meany in New Orleans und Darren King in Springfield (Missouri). Die zwei kannten sich von ihrer gemeinsamen Arbeit in Meanys vorheriger Band Earthsuit.
Gelegentlich erhielt Paul instrumentale Demo-CDs von Darren King. Ziemlich beeindruckt von dessen Bemühungen kontaktierte Darren den Kollegen und fragte ihn, ob er an den Demos ein wenig herumbasteln und ein paar eigene Ideen mit einbringen könne. Darren sagte zu und die zwei fingen an, eine Art des Songschreiben-Ping-Pong-Spiels zu praktizieren. Nach einigen Monaten begann Earthsuit gerade, sich aufzulösen, und Darren wurde gefragt, ob er die Stelle des Schlagzeugers einnehmen möchte. Nach dem Ende von Earthsuit fuhr King nach New Orleans und sprach mit Meany über eine mögliche Zusammenarbeit. Die zwei arbeiteten an Demos und spielten bei einer Handvoll Shows unter dem Spitznamen „Math“.
Mit der Anwerbung des Gitarristen Greg Hill arbeitete das Trio in seinem Studio in New Orleans, schrieb und nahm einige neue Stücke auf. Paul sandte einige Demos zu einem alten Freund und Produzenten namens Tedd T, der sich sofort in die Songs verliebte. Das Trio führte seine Arbeit mit Demos fort, aus denen Teddy T eine EP erstellte. Außerdem gingen die Musiker auf Tour mit Macrosick, der Art-Rock Band von Adam LaClave, einem anderen ehemaligen Earthsuit-Mitglied.

### Reset EP
Nach einigen Monaten, unter Betrachtung verschiedener Möglichkeiten für ihr neues Projekt, entschied die Gruppe, alleine weiter zu arbeiten. Nachdem sie entdeckt hatten, dass der Name „Math“ bereits von einer anderen Gruppe genutzt wurde, änderten sie ihn offiziell in „Mutemath“. Meany überzeugte Tedd T sowie den Juristen und vorherigen Earthsuit-Manager Kevin Kookogey, Teleprompt Records zu gründen, um die Mutemath-Veröffentlichungen unabhängig zu kontrollieren. Teleprompt schloss 2004 einen Vertrag mit der Warner Music Group und veröffentlichte im Herbst Mutemaths Reset EP. Die Band verließ Macrosick, um eine Tour zu starten und die Veröffentlichung voranzutreiben. Dabei benutzten sie bekannte Internetseiten wie Myspace, um ihre Musik zu verbreiten. Als die Fan-Gemeinschaft wuchs, sahen sie, dass ihre Auftritte in Los Angeles, New York, Nashville, Houston, Dallas, und Phoenix ausverkauft waren. Sie zeichneten ihre Auftritte auf und erneuerten stets ihre Videotagebücher mit den neusten Mitschnitten und gewannen letztendlich den Bassisten Roy Mitchell-Cárdenas, ein altes Earthsuit-Mitglied, im Winter 2004 auf Dauer für ihre Band. Die Gruppe verkaufte über 30.000 Kopien ihrer Reset EP bevor ihr Album 2006 verlegt wurde.

### Mutemath
“For us, we just try to keep it simple. We're obviously a band; that's really all we ever wanted to be from the very beginning without catering to any particular genre or political or religious agenda. We just want to make music with no barriers.”

„Für uns versuchten wir es nur einfach zu machen. Wir sind offensichtlich eine Band; Das ist wirklich alles, was wir von Beginn an immer wollten, ohne zu irgendeinem Genre, politischen oder religiösen Vorstellungen zu tendieren. Wir wollen nur Musik ohne Grenzen machen.“

### Armistice
Im August 2009 veröffentlichte die Band ihr zweites Studioalbum. Es wurde in New Orleans und Oxford aufgenommen und wurde von Dennis Herring produziert, der auch schon für Elvis Costello, Modest Mouse und The Hives arbeitete. Armistice erschien in Deutschland am 14. August 2009. Den Opener The Nerve konnte man sich bereits auf der MySpace-Seite vor der Veröffentlichung anhören.

### Odd Soul
Am 4. Oktober 2011 veröffentlichte die Band das Album Odd Soul. Gitarrist Greg Hill hatte die Band im Oktober 2010 verlassen, Todd Gummerman wurde sein Nachfolger.

### Vitals
Am 13. November 2015 veröffentlichten Mutemath ihr viertes Studioalbum Vitals. Sie starteten direkt zur Veröffentlichung im Herbst 2015 eine Welttournee und gaben auch wieder in Deutschland Konzerte.

### Play Dead
Am 8. September 2017 veröffentlichten Mutemath nach 15 Jahren Bandgeschichte ihr fünftes Album, Play Dead, auf CD, Vinyl und Kassette über Wojtek Records. Im Mai 2017 gab Bassist Roy Mitchell-Cárdenas über einen Blog bekannt, dass er nicht weiter live mit der Band touren wird. Die weitere Rolle als Bassist und im Studio ließ Roy offen. Als neues Mitglied am Bass wurde Jonathan Allen für die anstehenden Konzerte angekündigt. Anschließend, kurz vor Veröffentlichung des neuen Albums, verließ mit Darren King ein weiteres Gründungsmitglied die Band, wie Paul über die offizielle Mutemath-Facebook-Seite am 9. August 2017 bekanntgab. Gleichzeitig bestätigte die Band, dass ab sofort David „Hutch“ Hutchison am Schlagzeug für Mutemath spielen wird.

### Voice in the Silence EP
Am 23. November 2018 gab Paul Meany auf der offiziellen Mutemath-Facebook-Seite bekannt, dass er eine neue Mutemath EP in Eigenregie für alle Fans veröffentlichen werde. Gleichzeitig gab Paul bekannt, dass er die Band aus kreativer Sicht alleine weiterführen wird. Am 5. Dezember 2018 veröffentlichten Mutemath ihre neue EP Voice in the Silence abermals über Wojtek Records als limitierte Vinyl-Auflage (1.000 Stück) mit den exklusiven Songs Work of Art, Distance, Hell or Highwater und Kings. Die EP in der Vinyl Variante konnte ausschließlich über den Online-Shop der Band vorbestellt werden.

## Auszeichnungen
2005 gewann Mutemath für den Titel Control den Dove Award in der Kategorie Best Modern Rock Song. In der Kategorie Best Short Form Music Video waren sie mit Typical für den Grammy Award 2008 nominiert.